# Robert Enzenbach
Robert Enzenbach (* 15. Juni 1927 in München; † 28. Dezember 2004 ebenda) war ein deutscher Mediziner und Anästhesiologe.

## Werdegang
Enzenbach studierte von 1945 bis 1951 Medizin in München und schloss mit dem Staatsexamen ab. Von 1951 bis 1953 war er wissenschaftlicher Assistent an der Chirurgischen Universitäts-Klinik München (bei Emil Karl Frey), ab 1953 in der dortigen Anästhesieabteilung bei L. Zürn. Die Promotion erfolgte 1953 in München. Seine Facharztanerkennung für Anästhesie erhielt er 1957. In München habilitierte er sich auch 1963 und wurde im Jahr darauf Chefarzt bzw. Vorstand der Anästhesieabteilung an den Städtischen Krankenanstalten Wiesbaden. Im Jahr 1965 kehrte er wieder nach München zurück und wurde Leiter der Anästhesieabteilung am neu gegründeten Lehrstuhl für Neurochirurgie der Universität München, wo er eine leistungsfähige Intensivabteilung aufbaute. 1970 folgte in München die Ernennung zum außerplanmäßigen Professor. Von 1974 bis 1976 war er Leiter des Instituts für Anästhesie im Klinikum Großhadern, ab 1976 Leiter der Abteilung für Anästhesiologie und Wiederbelebung speziell für Neurochirurgie am Institut für Anästhesiologie (unter Klaus Peter) der LMU München. 1978 erhielt er eine C3-Professur für sein Fach. 1992 trat er in den Ruhestand ein.
Schwerpunkt seiner wissenschaftlichen Arbeit war die Neuroanästhesie und Neuro-Intensivtherapie.